# Love Will Never Do (Without You)
〈愛少了你不完整〉（英語：Love Will Never Do (Without You)）是美國黑人女歌手珍娜·傑克森在1990年10月推出的單曲，這首單曲在美國單曲榜獲得一週冠軍，成為珍娜·傑克森第5首全美冠軍單曲。

## 歌曲介紹

### 收錄專輯
〈愛少了你不完整〉收錄於珍娜·傑克森1989年第四張個人專輯《節奏國度》，是這張專輯在美國推出的第七首也是最後一首單曲。

### 單曲簡介
〈愛少了你不完整〉一曲的作者是《節奏國度》專輯的製作人之一，歌詞的內容是在描述一對不被看好的戀人，他們要以對彼此的愛來證明這段真心誠摯的戀情可以長久。珍娜·傑克森在〈愛少了你不完整〉中特地壓低嗓音來做開頭，唱完一段主副歌過後才恢復她原本細緻的聲音，這種特意製造的效果甚少出現在一般流行歌曲當中。

### 音樂影片
〈愛少了你不完整〉的音樂影片由美國時尚攝影師Herb Ritts執導，並找來了專屬凱文·克萊（Calvin Klein）18歲的小安東尼歐·薩巴托（Antonio Sabato Jr.）和26歲的吉蒙·翰蘇（Djimon Hounsou）兩位炙手可熱的男模，他們與珍娜·傑克森在音樂影片中都有貼身擁舞的畫面。〈愛少了你不完整〉也是《節奏國度》中唯一一支未承襲專輯風格的音樂影片。
〈愛少了你不完整〉音樂影片在1991年的MTV音樂錄影帶大獎上獲得「最佳女歌手錄影帶獎」。

### 商業成績
〈愛少了你不完整〉在1990年11月17日進入告示牌單曲榜時，首週成績只有第89名，但這首歌曲的後勢看漲，它在進榜後名次一路往上攀升，在經過整整兩個月的時間之後，終於在1991年1月19日取代瑪丹娜的兩週冠軍〈證明我的愛〉逕自登上冠軍寶座，成為珍娜·傑克森第5首美國冠軍單曲，這首單曲在榜內一共待了22週。〈愛少了你不完整〉在1991年告示牌年終單曲排名中位於第19名。
〈愛少了你不完整〉在英國單曲榜成績不佳，僅獲得第34名。

### 樂壇紀錄
〈愛少了你不完整〉在1991年1月19日摘下單曲榜冠軍時，締造兩項新的樂壇紀錄，一是一張專輯誕生了七首TOP 5單曲，二是一張專輯推出的第七首單曲獲得冠軍，在此之前是寶拉·阿巴杜首張專輯《永遠是你的女孩》中第六首單曲〈Opposites Attract〉以及《節奏國度》中第六首單曲〈黑貓〉奪冠。而《節奏國度》中的四首冠軍單曲橫跨了3個年度，從1989年至1991年。

## 改編
〈愛少了你不完整〉被葉蒨文和杜德偉改編成粵語版的〈信自己〉。